# Републикански път III-103
Републикански път IIІ-103 е третокласен път, част от републиканската пътна мрежа на България, на територията на области Враца и Ловеч. Дължината му е 59,4 км.
Пътят започва от 158,8-и км на Републикански път I-1 при град Мездра. Минава през центъра на града и се насочва на север през селата Долна Кремена и Горна Кремена, при село Кален завива на югоизток и през селата Горна Бешовица и Долна Бешовица слиза в долината на река Искър при град Роман. Пресича реката и центъра на града и след 6 км навлиза в Област Ловеч, като се насочва право на изток. Минава през селата Батулци и Орешене, при село Златна Панега пресича първокласен път I-3, заобикаля от север село Брестница и източно от него се свързва с Републикански път I-4 при 7,1-ви км.
При 31,2 км, в град Роман вляво се отделя Републикански път III-1031 (24,6 км) през селата Радовене, Кунино и Реселец до град Червен бряг.
| Пътища, отклоняващи се надясно (населено място, № на пътя, посока на пътя) | Км   | Пътища, отклоняващи се наляво (посока на пътя, № на пътя, населено място)                           |
| -------------------------------------------------------------------------- | ---- | --------------------------------------------------------------------------------------------------- |
| Община Мездра, Област Враца I-1, 158,8 км гр. Мездра ←                     | 0,0  | ← гр. Мездра, 158,8 км, I-1, Област Враца, Община Мездра                                            |
| гр. Мездра                                                                 | 1,3  | → гр. Мездра общински път (за селата Боденец и Върбешница)                                          |
| (за с. Брусен) общински път гр. Мездра ←                                   | 2,3  | гр. Мездра                                                                                          |
| с. Долна Кремена                                                           | 6    | |
| (за с. Долна Кремена) общински път с. Горна Кремена ←                      | 8,3  | → с. Горна Кремена общински път (за с. Върбешница) → с. Горна Кремена общински път (за с. Тишевица) |
| с. Кален                                                                   | 13,9 | → с. Кален общински път (за с. Цаконица)                                                            |
| с. Горна Бешовица                                                          | 17,7 | ← с. Горна Бешовица, 39,5 км III-134 (от гр. Бяла Слатина)                                          |
| Община Роман                                                               | 20,2 | Община Роман                                                                                        |
| с. Долна Бешовица                                                          | 24,4 | → с. Долна Бешовица общински път (за с. Камено поле)                                                |
| (за с. Струпец) общински път гр. Роман ←                                   | 31,2 | → гр. Роман 0 км III-1031 (за гр. Червен бряг) → гр. Роман общински път (за с. Стояновци)           |
| (от с. Правешка Лакавица) III-308, 29,8 км →                               | 32,7 | |
| Община Ябланица, Област Ловеч                                              | 35,7 | Област Ловеч, Община Ябланица                                                                       |
| (за с. Дъбравата) общински път с. Батулци ←                                | 40,9 | с. Батулци                                                                                          |
| (от с. Бели Осъм) III-358, 89,4 км, с. Орешене →                           | 46,9 | ← с. Орешене, 14,5 км, III-3008 (от с. Петревене)                                                   |
| I-3, 152,3 км с. Златна Панега ←                                           | 52,7 | ← с. Златна Панега, 152,3 км, I-3                                                                   |
|                                                                            | 59,1 | → общински път (за с. Голяма Брестница)                                                             |
| I-4, 7,1 км →                                                              | 59,4 | → 7,1 км, I-4                                                                                       |